# Jazz à Madagascar
Le jazz est une musique jeune à Madagascar puisque son introduction date des années 1950. Cependant, on[Qui ?] peut observer depuis une vingtaine d’années[Quand ?] un engouement croissant pour cette forme d’expression musicale chez les artistes malgaches, de sorte que le jazz s’y popularise peu à peu[source insuffisante]. Cela se traduit notamment par le fait que de plus en plus de groupes les plus divers, allant de la musique traditionnelle au rock, en passant par la variété, font aujourd’hui systématiquement appel à des jazzmen pour donner une couleur « jazzy »  à leur musique[source insuffisante].
Deux facteurs expliquent en partie ce phénomène de vulgarisation[source secondaire souhaitée] : d’une part, des éléments de la culture musicale malgache favorables à l’intégration du jazz et, d’autre part, le travail sans relâche d’une poignée de pionniers passionnés, musiciens professionnels, amateurs, mélomanes, bénévoles, qui n’ont eu de cesse, depuis une cinquantaine d’années, de faire du jazz un moyen d’expression aujourd’hui majeur pour les musiciens malgache.
Le Festival international de jazz « Madajazzcar » obtient en 2010 le label « DjangodOr - Trophée internationaux du jazz  », marquant une étape décisive dans l'histoire du jazz de la grande île.

## Éléments culturels et historiques favorables au développement du jazz à Madagascar

### De l’Asie du Sud Est à l’Afrique: les racines de la musique malgache
Les recherches archéologiques , génétiques, linguistiques  et historiques  montrent que le peuplement de Madagascar se serait fait par vagues successives qui pointent leur origine, d’une part, en Asie du Sud Est à partir du début de notre ère –ou peut-être avant- et, d’autre part, en Afrique de l’Est, autour de l’an mille, par le biais des navigateurs et commerçants Perses Shirazi et Omanites . 
Ce peuplement n’a pas été sans incidence sur la musique traditionnelle de la grande île puisque l’on y retrouve mêlés des éléments d’Asie, d’Afrique et du Proche-Orient.  
Selon les recherches du musicologue autrichien August Schmidhoffer – confirmées entre autres par le britannique Roger Blench -, la grande majorité des instruments de musique traditionnels les plus anciens de Madagascar sont d'origine austronésienne (c'est-à-dire d’Asie du Sud-Est) . 
Ainsi, le xylophone atragnatra(na) (que l’on trouve par exemple aux Philippines sous le nom de xanat notamment), le tambour de cérémonie hazolahy à deux membranes fixées par des cordes en Y (que l’on trouve dans les îles d’Indonésie)  ou encore le kaiamba rambo (que l’on trouve, par exemple, sous le nom de pu’ili en Polynésie), la cithare valiha (qui vient du mot sanskrit vaadya  = instrument de musique) ou la flûte sodina (que l’on retrouve dans le nom malais de la flûte suling), ont été introduits par les vagues austronésiennes successives (via l'Afrique parfois). 
Outre les instruments de musique, la structure de la musique traditionnelle, elle-même, confirme ces origines : Les chants polyphoniques (bemiray) dont la tradition est encore très vivante sur les haut plateaux centraux se retrouvent en Indonésie et en Polynésie, les mélodies pentatoniques du Sud de la grande île (chez les peuples Vezo, Mahafaly, Bara, Antandroy notamment) sont typique des musiques racines austronésiennes. Les rythmiques 12/8 et 6/8 communes à toute l’île, conventionnellement appelés ba gasy ou salegy, sont typique de la musique d’Afrique orientale.
À la croisée des chemins, Madagascar a donc accueilli de nombreuses traditions musicales qui, au fil du temps, par adaptation et croisements successifs, ont abouti aux musiques traditionnelles variées que l’on rencontre aujourd’hui. Cette variété cache cependant de nombreux points communs qui pourraient être les éléments à l’origine de l’attirance grandissante pour le jazz des musiciens malgaches.

### L’improvisation dans la musique traditionnelle malgache

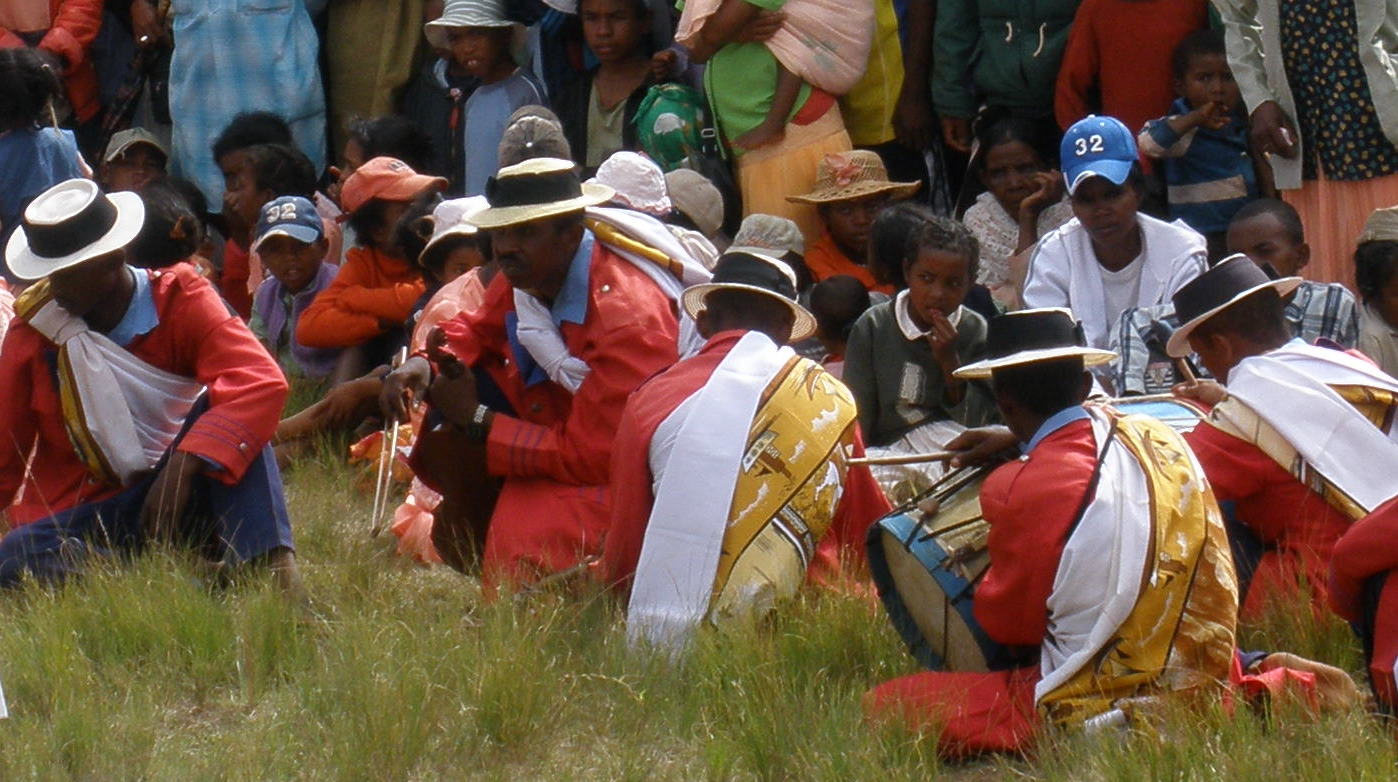
Musiciens de hira gasy, 2008.

Deux éléments contenus dans la musique traditionnelle malgache pourraient être parmi les facteurs ayant favorisé le développement du jazz et expliquer son engouement dans l'île : (1) la rythmique ternaire et (2) l’improvisation. Comme décrit plus haut, la rythmique de base malgaches, le ba gasy est ternaire, ce qui la rapproche du swing. 
Par ailleurs, un des éléments caractéristiques du jazz est l’improvisation. Or, celle-ci a une place importante dans presque toutes les musiques traditionnelles malgaches. Citons par exemple le jeu des flûtes sodina dans le vakodrazana : il est traditionnellement structuré de la même manière que le jazz en thème-improvisation-thème . La musique des orchestres du hira gasy aussi prévoit un moment d’improvisation . On retrouve également l’improvisation dans presque toutes les musiques de la grande île ; le chant beko et antsa du Sud, le salegy du Nord, etc.
Ainsi, les caractéristiques fondamentales du jazz se retrouvent dans les éléments clés de la musique traditionnelle malgache.

## L’époque des pionniers: 1950 – 1975
Le jazz à Madagascar a été initié par un petit cercle de précurseurs : une dizaine de musiciens d’Antananarivo, amateurs à leur début, qui y introduisirent le style Bebop naissant et très en vogue à l’époque. Ces hommes ont ensuite formé leurs enfants, lesquels ont transmis leur savoir et savoir-faire aux leurs ainsi qu’à d’autres qui, aujourd’hui encore, perpétuent à Madagascar la passion de cette musique improvisée moderne qu'est le jazz.

### Les précurseurs
La genèse du jazz malgache remonte à 1950, année où l’on voit quelques familles d’abord amateures : les frères Rabeson, Georges Rahoerson, Famille Andriamanoro, Rakotoarivony, Arnaud Razafy, Berson, Stormy, Ramboatina Étienne. Tout d’abord animateurs de soirées dansantes, ces familles ou ces individus se sont progressivement professionnalisés en choisissant le jazz comme mode d’expression.
Un concert organisé à l'hôtel Fumarolli (aujourd’hui Immeuble Caveau Antaninarenina) fait date : on y entend entre autres : Jean-Bernard « Jeanot » Rabeson au piano, Étienne Ramboatiana à la guitare, André "Dédé" Rabeson au saxophones et Raymond Rabeson à La contrebasse,
Dix ans plus tard, en 1960, les mêmes frères Rabeson et Arnaud Razafy, en collaboration avec le Centre Culturel Albert Camus (aujourd’hui Institut français d’Antananarivo) – déjà un carrefour du jazz à l’époque -, créent le « Jazz club de Tananarive. » Le Centre offre une structure où ces jeunes jazzmen s’y réunissent régulièrement pour échanger, faire des jam-session ou organiser des master class.

### Les premiers échanges internationaux
Un an plus tard, en 1961, les frères Rabeson, accompagnés d’un jeune batteur de 14 ans, Serge Rahoerson (le fils de Georges Rahoerson), se produisent au sein du « Groupe des jeunes artistes indépendants de Madagascar » à la deuxième édition du premier Festival de jazz européen de l’histoire : le Festival de Jazz de Nice-Juan les Pins. 
En 1963, Jeanot Rabeson (qui avait déjà fait une brève virée au Maroc en 1960 où il a joué pour le roi Mohammed V) s'installe à Paris et joue dans les clubs avec les saxophonistes Sonny Criss et Michel de Villers et accompagne de nombreux artistes de variétés dans des tournées européennes, avant de revenir ensuite à Madagascar.
La visite à Madagascar en 1968 de Jef Gilson, jazzman français en tournée, marquera une étape décisive pour l’évolution du jazz malagasy. Revenu l’année suivante, il invite un groupe de musiciens composé de : Arnaud Razafy à la guitare, Georges et Serge Rahoerson, Alain Razafinohatra et Joël Rakotomamonjy et Roland de Comarmond au saxophone, Serge et Alain (son jeune frère) Rahoerson à la batterie, à produire avec lui, aux côtés de trois jazzmen français un album 33 tours qui s’intitulera Malagasy (chez Lumen) et Jef Gilson & Malagasy (chez Palm Record). Sorti seulement en 1972, il sera le premier disque de jazz d’une formation malagasy. Sur ce disque, l’une des compositions de Serge Rahoerson, Avaradoha –du nom du quartier où il a grandi- devient un hit sur les radios de l’époque. Ce titre est aussi le premier morceau de jazz malagasy où l’on peut entendre le rythme ba gasy (ou salegy), ce qui en fait de la première composition de world jazz à Madagascar,. 
Le leadership de Jef Gilson sur ce jeune groupe a non seulement été formateur pour les membres, mais il a donné une certaine visibilité au jazz malagasy en offrant à ces jeunes jazzmen la possibilité de faire connaître leur talent à l’extérieur de la grande île.

## La période trouble: 1972 – 1985
Les événements politiques de mai 1972, la crise qui s’en suivi et l’orientation politique de 1975 tournée vers l’Est marquent un tournant dans l’évolution du jazz de la grande île.

### L’expatriation de grands talents
Voyant leurs perspectives s’amenuiser, plusieurs noms du jazz malgache s’éclipsent par vagues successives pour une carrière à l’étranger. 
Serge Rahoerson part pour la Réunion dès 1972, puis en Martinique en 1975 et fera finalement carrière en France à partir de 1980[réf. souhaitée]. Jeanot Rabeson part pour la France, Arnaud Razafy aux États-Unis. Ce dernier y côtoie notamment Charlie Mingus et, fort de ces riches échanges, sort un album intitulé Madajazzcar, première publication d’un néologisme qui deviendra, plus tard, le nom du Festival de jazz de Madagascar. L’album est conçu dans le style free jazz en vogue à l’époque, mixé avec le rythme ba gasy. 

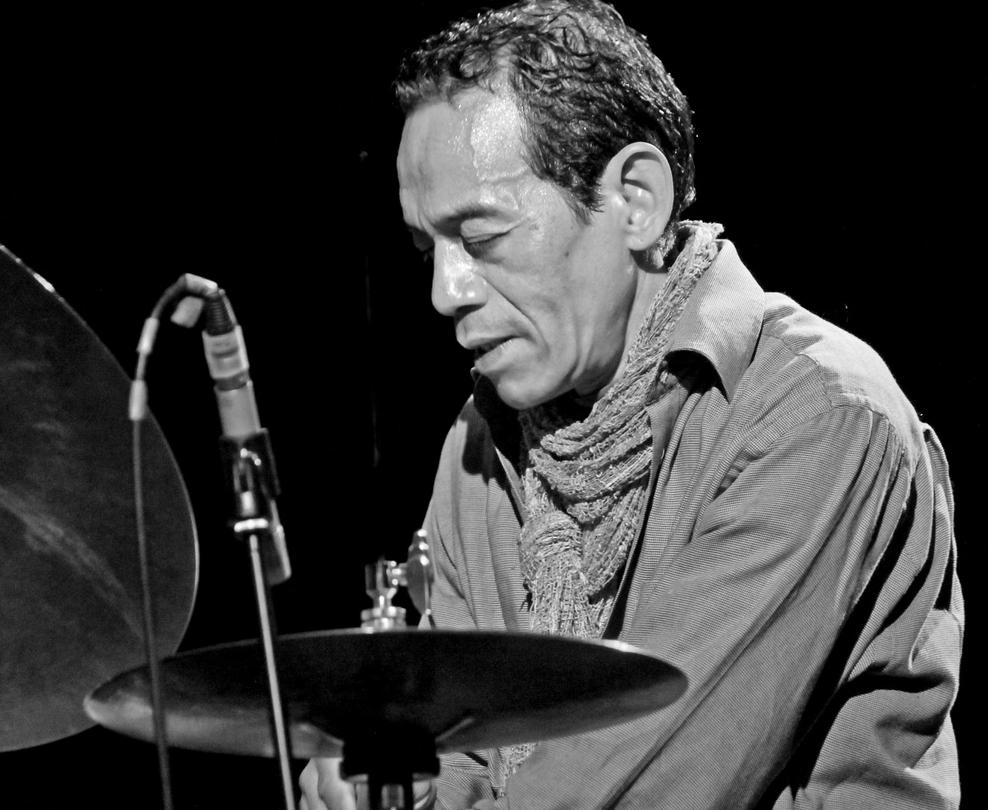
Tony Rabeson (festival internationale de jazz de St Ingbert.

Jeanot Rabeson et son jeune fils, Tony, quant à eux, feront également carrière en France. « J'ai eu des ennuis en jouant du jazz à Madagascar à cette époque; on regardait plutôt à l'Est en ce temps » explique Jeanot Rabeson qui quittera Madagascar pour Paris en 1978. Il y reste pour une longue carrière au cours de laquelle il jouera notamment avec des jazzmen tels que : Joe Newman, Turk Mauro, Guy Lafitte, Sam Woodyard, « Mighty Flea » Connors, Lew Tabackin, Benny Carter, Tom Harrell... dans tous les clubs de Paris.
Tony Rabeson, quant à lui, est recruté par Eddy Louiss, en compagnie d’un jeune bassiste, Sylvin Marc, d’origine malgache lui aussi, pour aller jouer en Afrique, puis, au retour enregistrer un 33 tours intitulé Histoire sans paroles (1978). Rabeson et Marc feront ensuite une longue carrière française, au cours de laquelle ils joueront avec des jazzmen de renom, ainsi qu’avec des chanteurs de variété.

### Années 1980
Dans les années 1980, Arly Rajaobelina, pianiste de jazz, mais aussi compositeur et arrangeur, introduit le style jazzy dans la chanson de variété : le chanteur Nono, notamment, lui doit une partie de sa popularité. De même que le groupe ORO, l’Orchestre de l’Université d’Antananarivo, pour qui il arrange des chants traditionnels dans le style jazz.

## Le bouillonnement d’idées des années 1985 – 1990
D’un autre côté, grâce au soutien de l’Alliance française d’Antananarivo, d’autres musiciens animent les concerts et les échanges des musiciens avec le public et la jeunesse[source secondaire souhaitée]. 
En 1988, les "trois docteurs" (Dr Allain Razakatiana, Dr Bruno Razafindrakoto et Dr Henri Rakotondrabe) -auxquels se joindra le Dr Hervé Razakaboana en 1989- créent le Jazz Club de l'Alliance française de Tananarive (JC AFT). Ils invitent des artistes de jazz de l’étranger à jouer, partager leur expérience et leur savoir, etc. Tous participent également à la sensibilisation, à la formation de la relève. Ce foisonnement d’activités a pour conséquence que le jazz malgache retrouve un nouveau souffle. 
Cette époque voit émerger une jeune génération de musiciens, qui ont pour point commun de vouloir explorer les ressources encore inexploitées de la musique traditionnelle malgache et la traduire dans les formes d’expression modernisées de la musique improvisée qu’offre, entre autres, le jazz[source secondaire souhaitée]. 

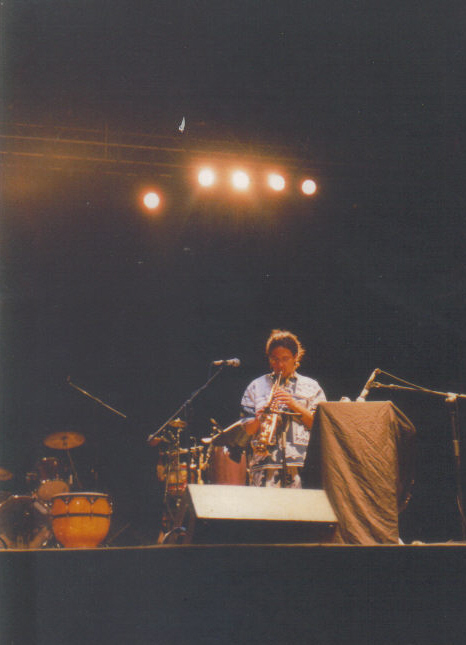
Nicolas Vatomanga au saxophone.

Ainsi, Seta Ramaroson, parallèlement au saxophone, approfondi la flûte sodina en s’enquierant de cet art auprès du grand maître Rakoto Frah. Ainsi, Olombelo Ricky, par ailleurs chercheur, analyse l’histoire et la culture Vazimba et ses connexions avec l’Afrique et l’Asie du Sud Est : il deviendra un chanteur. Enfin, le jeune Haja Rasolomahatratra -surnommé "Hajazz" plus tard- approfondi les racines du bassesa, donne à sa guitare le son de la valiha marovany : les graines du futur groupe de world jazz Solomiral sont semées[source secondaire souhaitée].
La jeune garde, entre autres Silo Andrianandraina (formé par Tovo Andrianandraina, son père) et Nicolas Vatomanga (formé entre autres par Seta Ramaroson et Tôty Andriamampianina), encore des enfants à l’époque, profitent également de ce même bouillonnement. 
C’est, enfin, au cours de cette décennie également que l’on voit naître l’idée du festival Madajazzcar. Idée que l’on doit, semble-t-il, initialement à Arly Rajaobelina. La création du Jazz club de l'AFT en 1988 par les "trois docteurs" est la première étape de concrétisation de cette idée. Ils organisent, la même année, un mini-festival : Jazz à Tana[source secondaire souhaitée]. Le Festival est, enfin, mis sur pied en 1989. Son développement sera par la suite assuré par l’initiative d'un professionnel, ancien correspondant de Jazz Hot en France : Désiré Razafindrazaka (son Président depuis 2001, décédé en Avril 2021), soutenu chaque année par quelques professionnels et des bénévoles au nombre croissant.

## Les fusions de la décennie 1990 - 2000
La dernière décennie du XXe siècle a vu la naissance de quelques groupes nationaux de jazz fusion et de world jazz[source secondaire souhaitée].

## Les débuts de la popularisation  des années 2000-2010
Au rythme annuel du Madajazzcar Festival et de nombreux clubs et cabarets qui s’ouvrent dans les grandes villes du pays, en particulier à Antananarivo la capitale, la décennie 2000 voit progressivement croître la popularité du jazz à Madagascar[source secondaire souhaitée].
Cette vulgarisation est renforcée par le retour au pays de musiciens professionnels ayant travaillé depuis plus d’une dizaine d’années à l’étranger[source secondaire souhaitée].

## Discographie
Quelques albums-jalons, témoins des étapes de l’histoire du jazz de Madagascar
- 1972 : Malagasy (vinyle) – Lumen (premier album de jazz malgache avec Pharoah Sanders sur The Creator Has a Master Plan)[20]
- 1972 : Jef Gilson et Malagasy (vinyle) - Palm Record
- 1977 : Histoire sans paroles (vinyle) –Goss (Tony Rabeson & Sylvain Marc, compositions afro-jazz-funk d’Eddy Louiss)
- 2001 : Rimorimo (compositions fusions de Silo Andrianandraina) - Tysa
- 2007 : Melo Gasy (compositions world jazz de Fanaiky où l’on trouve la plupart des rythmes de la grande île)
- 2008 : Madagascar  Jazz Social Club : Mada In Blue (CD)  - Harmonia Mundi (Collectif avec Tôty Olivier Andriamampianina, Sammy Andriamanoro, Solo Andrianasolo, Silo Andrianandraina, Nicolas Vatomanga, Bim…)

## Filmographie
- 2009 : Malagasy Jazz Social Club : Mada In Blue (DVD) - Harmonia Mundi
- 2009 : Madagascar : génération jazz ([film documentaire de T. Rasoanaivo)
- 2010 : Madajazzcar 2008 (court métrage) - Digital Development Communication

## Webliographie
- «Le jazz à Madagascar : un demi-siècle », sur musique-madagascar.com [lire en ligne (page consultée le 17 août 2011)]
- « La musique jazz malagasy », sur membersfortunecity.com [lire en ligne (page consultée le 17 août 2011)]
- Clairefeuille, Sylvie, "La sodina", 12 mai 2007, sur afrisson.com [lire en ligne (page consultée le 16 août 2011)]

## Presse
- Sportis, Félix W., « Jeanot Rabeson », dans Jazz Hot, N° 576, décembre/janvier 2000-2001.
- "19e "Madajazzcar : L'île du jazz", dans Jazz magazine, N°599, janvier
- « La genèse du jazz à Madagascar », dans L’Express de Madagascar, 8 mai 2008, quotidien [lire en ligne|lien=http://mada.forumactif.com/t1449-la-genese-du-jazz-a-madagascar%7Cdate=17+août+2011] 2009, page 12